# Kadaverin
Kadaverin (1,5-pentandiamin) är ett organiskt ämne som bildas när aminosyror i bland annat kadaver bryts ned. Tillsammans med putrescin är kadaverin det som luktar när döda djur bryts ned. 